# Isabelle Saint-Saëns
Pour les articles homonymes, voir Saint-Saëns.
Isabelle Saint-Saëns est une militante associative et chercheuse française spécialisé dans la question des migrations et la défense des sans-papiers.

## Biographie

### Mai 68
Isabelle Saint-Saëns est la fille de Marc Saint-Saëns, artiste et résistant lors de la Seconde Guerre mondiale. Elle est également l'arrière-petite-nièce du compositeur Camille Saint-Saëns. Elle grandit dans un milieu artistique et engagé au sein d'une gauche anticolonialiste qui va progressivement se distancier des positions du Parti communiste français (PCF), en particulier lors des évènements du Printemps de Prague en 1968.  
Après des études en classe préparatoire scientifique, elle intègre en 1966 la faculté de Nanterre dans le département de sciences économiques, dont le campus abrite également les étudiants des départements de philosophie et de sociologie. Elle participe très tôt aux évènements contestataires étudiants de l'année 1968. Elle est une des instigatrices du mouvement du 22 mars 1968, au côté de Daniel Cohn-Bendit ou encore Danièle Schuman, fille de Robert Schuman. Elle participe notamment aux affrontements face au mouvement d'extrême-droite Occident, qui finira par être dissout en octobre 1968. le groupe du 22 mars se distingue également par son opposition au PCF, et sa branche étudiante l'Union des étudiants communistes (UEC), notamment en raison de leurs prises de positions en défense du régime soviétique et chinois jusque dans les années 1970. Par la suite, dans les années 1970, elle participe ponctuellement au groupe libertaire Vive la Révolution (VLR) fondé par d'autres militants du mouvement du 22 mars. Elle s'engage dans le même temps dans la défense des droits des prisonniers au côté de Michel Foucault au sein du Comité d'action des prisonniers (CAP). A la fin des années 1970, elle participe également à Remue-méninge, revue féministe fondée part des membres de la ligue des droits de la femme.

### Engagement dans la défense des droits des sans-papiers
Dans les années 1980, après ses études elle intègre le Centre Informatique Recherche (CIR) de l'Institut national de recherche sur les transports et leur sécurité (Inrets) en qu'ingénieur de recherche. Dans la deuxième moitié des années 1990 son engagement se précise dans la défense des droits des sans-papiers et des personnes immigrés en général. En 1996, elle adhère au Groupe d'information et de soutien aux travailleurs immigrés (GISTI) et participe à l'occupation de l'église Saint-Bernard dans le 18e arrondissement de Paris pour protester contre la situation précaire des populations immigrées. C'est notamment à l'issue de cette mobilisation que le terme "sans-papiers" connaît une diffusion large auprès du grand public, remplaçant progressivement celui "d'étranger en situation irrégulière". La même année, elle participe à la création du site "Pajol" qui vise à recenser les actions de défense et de manifestation pour les droits des sans-papiers en France. Ce mouvement prend le nom d'une rue où se situe un entrepôt occupé à partir de 1996 lors du mouvement des sans-papiers à Paris et aujourd'hui requalifié en zone d'aménagement concerté. C'est par le biais du GISTI qu'elle intègre par la suite Act Up-Paris en 1997 dont les modes d'actions directs vont influencer son militantisme. En 1999 elle participe pour la première fois au comité d'écriture de la revue Vacarme qu'elle coordonne jusqu'à la fin de parution de la revue en 2020.           
En 2013, elle incarne le personnage de Gertrude Stein dans le moyen-métrage Déjeuner chez Gertrude Stein d'Isabelle Prim.                                        